# 5456 Merman
Az 5456 Merman (ideiglenes jelöléssel 1979 HH3) a Naprendszer kisbolygóövében található aszteroida. Nyikolaj Sztyepanovics Csernih fedezte fel 1979. április 25-én.